# Matt Strahm
Pour les articles homonymes, voir Strahm.
Matthew Scott Strahm (né le 12 novembre 1991 à West Fargo, Dakota du Nord, États-Unis) est un lanceur gaucher des Phillies de Philadelphie de la Ligue majeure de baseball.

## Carrière
Matt Strahm est choisi par les Royals de Kansas City au 21e tour de sélection du repêchage de 2012. Strahm est surtout lanceur partant dans les ligues mineures.
Il fait ses débuts dans le baseball majeur avec les Royals le 31 juillet 2016. En 22 manches lancées à sa première saison dans les majeures, le gaucher réussit 30 retraits sur des prises et maintient une moyenne de points mérités de 1,23. Même s'il s'avère une révélation comme lanceur de relève en 2016, les Royals prévoient donner à Strahm la chance d'obtenir un poste de lanceur partant avec le club en 2017. Cependant, lorsque la saison suivante débute, Kansas City a décidé de le reconduire dans un rôle de releveur.
Le 24 juillet 2017, les Royals échangent Strahm, le lanceur gaucher Travis Wood et le joueur de deuxième but Esteury Ruiz aux Padres de San Diego contre les lanceurs droitiers Trevor Cahill et Brandon Maurer et le lanceur gaucher Ryan Butcher.